# Đỗ Cao Thắng
Đỗ Cao Thắng là một thẩm phán và luật sư người Việt Nam. Ông từng là Thẩm phán Tòa án nhân dân tối cao, Chánh tòa Tòa Kinh tế Tòa án nhân dân tối cao Việt Nam.

## Giáo dục
Ông có bằng tiến sĩ.

## Sự nghiệp
Ông từng là lính phục vụ Quân đội nhân dân Việt Nam.
Sau khi Việt Nam thống nhất hai miền vào năm 1975, ông giải ngũ, và công tác ở Tòa án nhân dân tối cao Việt Nam. Ông có 30 năm làm thẩm phán, trong đó có 20 năm làm Thẩm phán Tòa án nhân dân tối cao.
Ông từng giữ các chức vụ nhiều chức vụ khác nhau trong ngành tòa án nhân dân như: Phó Chánh tòa phúc thẩm Tòa án nhân dân tối cao tại Hà Nội, Chánh tòa Tòa Kinh tế Tòa án nhân dân tối cao (năm 2007, năm 2005), Phó Bí thư Đảng ủy cơ quan Tòa án nhân dân tối cao.
Năm 2009, ông nghỉ hưu.

### Vụ án nổi bật
Một số vụ án nổi bật mà ông làm chủ tọa xét xử như:
1. Vụ án Vũ Xuân Trường và đồng bọn tham gia mua bán vận chuyển trái phép chất ma túy với số lượng cực lớn từ Lào vào Việt Nam[6]
2. Vụ án Đại úy Công an Nguyễn Tùng Dương giết người trên cầu Chương Dương năm 1993 ở Hà Nội (án tử hình Nguyễn Tùng Dương về tội giết người)[6]

## Sau khi nghỉ hưu
Sau khi nghỉ hưu, ông mở Văn phòng luật sư Đỗ Cao Thắng ở Hà Nội, hoạt động trong lĩnh vực Luật, Kinh tế (ngày cấp giấy phép: 21/5/2009, ngày hoạt động: 15/6/2009).